# شهرک شهید محمد بروجردی
شهرک شهید محمد بروجردی یا درّه گُرگ روستایی است از توابع بخش اشترینان در شهرستان بروجرد که در جاده بروجرد-ملایر قرار دارد، طبق تحقیقات محلی نام دره گرگ از نام قدیم دره گل که گلخانه پادشاهان ساسانی بوده گرفته شده. این روستا در دهستان اشترینان این بخش قرار گرفته‌است. یکی از چهره‌های دره گرگ، محمد بروجردی از فرماندهان سپاه پاسداران است که در کردستان شهید شده‌است. به همین مناسبت نام این روستا از دره گرگ به شهرک شهید بروجردی تغییر یافته‌است. جاده‌ای که دسترسی بین بروجرد و دره گرگ را میسر می‌سازد در دهه هفتاد با همکاری اهالی روستا ساخته شد که تاکنون مرمت و بازسازی در آن انجام نگرفته و همین امر باعث کشته شدن تعداد زیادی شده‌است. نشانه‌های زیاد باستانی در اطراف این روستا قرار دارد که قدمت آن را به هزاران سال می‌رساند. اغلب مردم روستا کشاورز و دامدار می‌باشند و مرغداری‌های متعددی نیز تأسیس شده که به اقتصاد روستا کمک می‌کند.

## جمعیت
بنابر سرشماری مرکز آمار ایران، جمعیت شهرک شهید محمد بروجردی در سال ۱۳۹۵ برابر با ۱۰۲۳ نفر بوده‌است که از این میان ۶۲۲ نفر مرد و بقیه زن بوده‌اند. این روستا ۴۰۱ خانوار دارد.